# گائل ان لوندولو
گائل ان لوندولو (انگلیسی: Gaël N'Lundulu؛ زادهٔ ۲۹ آوریل ۱۹۹۲) بازیکن فوتبال اهل فرانسه است.
از باشگاه‌هایی که در آن بازی کرده‌است می‌توان به باشگاه فوتبال لوکوموتیو صوفیه، باشگاه فوتبال پورتسموث، باشگاه فوتبال آریس سالونیک، و باشگاه فوتبال لوزان-اسپورت اشاره کرد.
وی همچنین در تیم ملی فوتبال زیر ۱۹ سال فرانسه بازی کرده‌است.